# سبرينغفيلد (فلوريدا)
سبرينغفيلد (بالإنجليزية: Springfield)‏ هي مدينة أمريكية تقع في ولاية فلوريدا. تبلغ مساحة هذه المدينة 11.8 (كم²)،ويبلغ عدد سكانها 8903 نسمة حسب إحصاء سنة 2010 م 8903.تشير إحصاءات سنة 2000م بأن الكثافة السكانية في هذه المدينة تقدر بـ(auto) نسمة/كم2 